# كوناكس

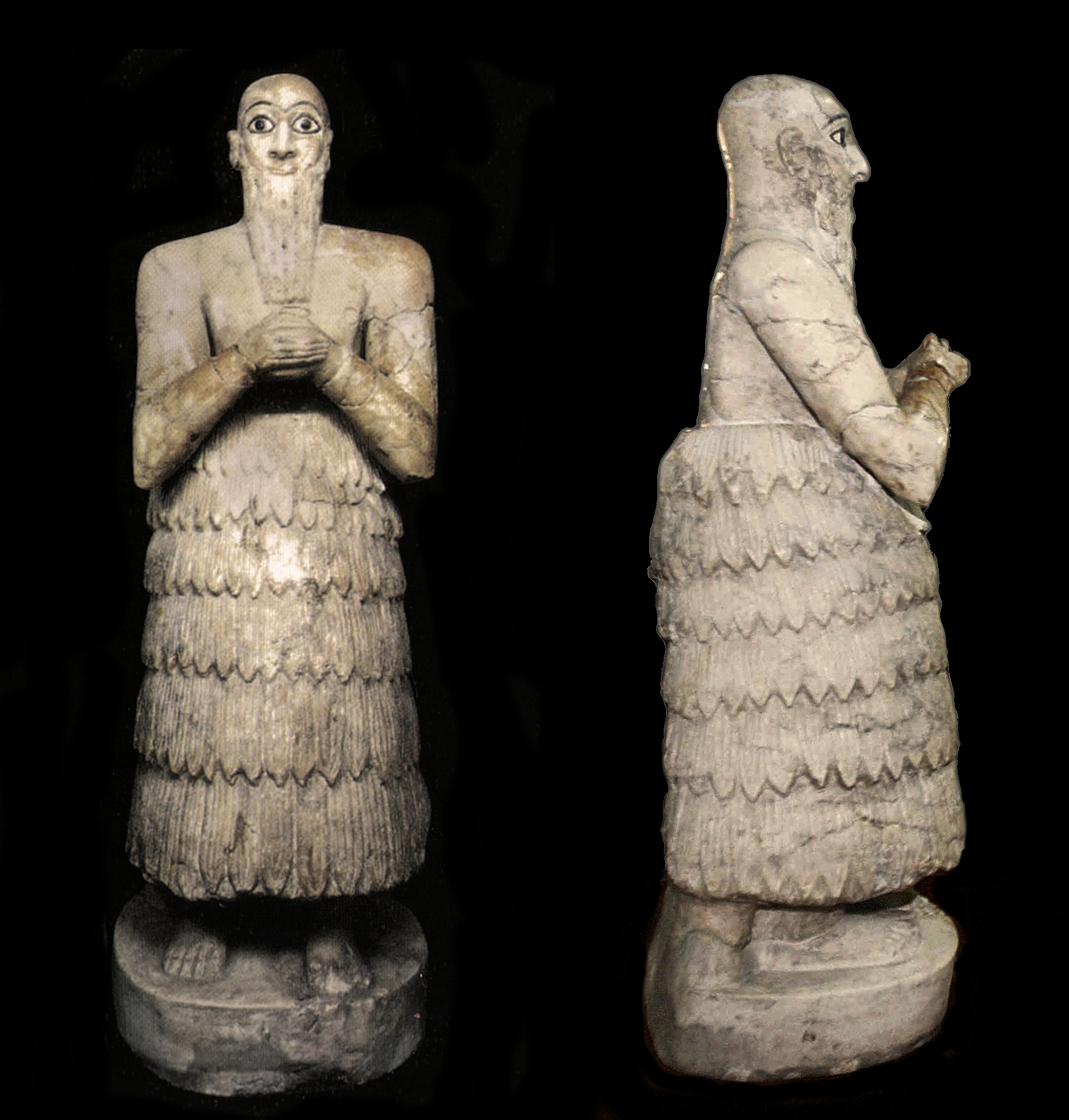
تمثال اكو-شاماغان، ملك مملكة ماري، يرتدي الكوناكس. قبل 2500 قبل الميلاد.

الكوناكس(تسمية اغريقية أتت لاحقا), وهو عبارة عن زي بشكل تنورة مشغولة من خيطان صوفية مغزولة، عقدت بشكل جدائل ومن ثم خيطت بجانب بعضها البعض لتشكل رداء- تنورة، تنسدل إلى أسفل الركبة أو حتى أخمص القدمين و تشد بمئزر يرد إلى الخلف من ناحية الخصر, وقد يكون الكوناكس، نمط الرداء الأول واسع الانتشار في الشرق القديم من الحقبة السومرية الأولى في ماري (تل الحريري- سوريا) القديمة منذ بداية الألف الثالث قبل الميلاد على الأقل ومن ثم في ايبلا و قطنا القديمة.